# Charles Townshend (général)
Pour les articles homonymes, voir Townshend.
Charles Vere Ferrers Townshend (21 février 1861 - 18 mai 1924) fut un général britannique puis un parlementaire. Il a servi dans l'Armée britannique lors de la Première Guerre mondiale.

## Biographie

### Débuts
Il naquit dans une famille noble ayant donné de nombreux militaires à l'armée britannique et descendait du maréchal George Townshend sur lequel il écrivit un livre. Il fit l'Académie royale militaire de Sandhurst puis servit lors de la expédition du Soudan de 1884 et lors de la campagne Hunza-Nagar (en) de 1891. En 1894 il commanda le fort nouvellement construit de Gupi et rencontra George Curzon et servit encore lors du siège du fort de Chitral en 1895 ce qui marquait la fin de son service aux Indes.
De retour au Soudan, il participa à la bataille d'Omdurman, il reçut là l'Ordre du Service distingué et fut nommé général en 1909.

### Première Guerre mondiale

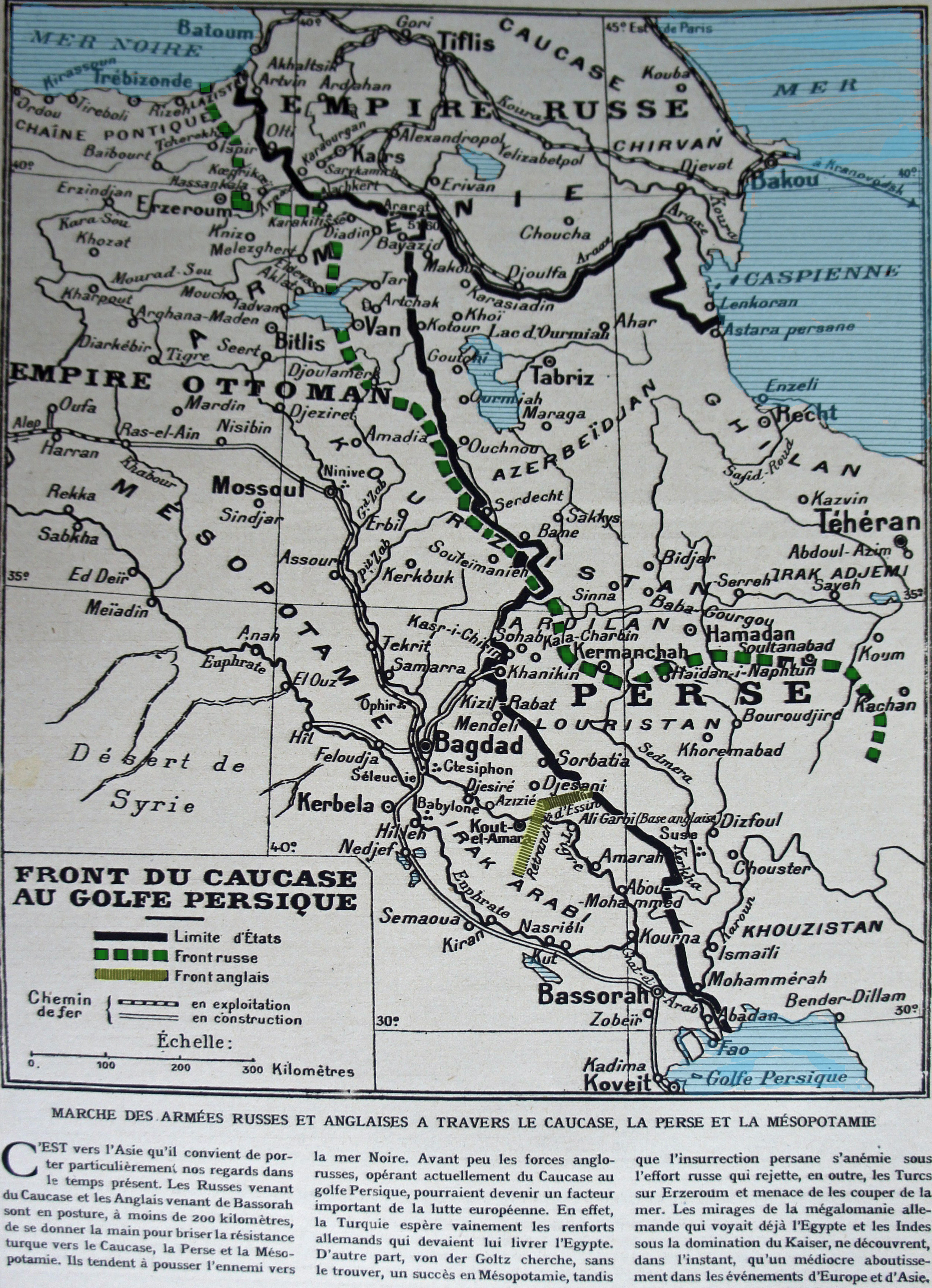
L'avance maximale des Alliés en vert et jaune.

Avec la déclaration de guerre, il prend le commandement de la 6e division indienne, qui bien que l'une des meilleures de l'armée indienne était sous-équipée en regard des critères du front européen. Il est affecté en Irak début 1915. Le général John Nixon lui ayant affecté la prise de Bagdad en remontant le Tigre, il réussit la prise d'Amarah le 3 juin 1915 puis de Kut-el-Amar le 28 septembre 1915. Il voulait stopper là son offensive mais reçut l'ordre de continuer.
Il atteint Ctésiphon le 20 novembre 1915 et y est confronté au maréchal allemand Colmar von der Goltz. La bataille commence le 22 et, ayant perdu le tiers de ses forces, sa division doit reculer jusqu'à Kut qui est atteinte le 3 décembre, les Turcs arrivant eux le 7.
Le siège de Kut fut l'une des plus difficiles affaires pour l'armée britannique. Une force de secours arrive par le sud pour alimenter et secourir la 6e mais elle se heurte aux défenses turques. L'avancée russe en Perse était aussi dirigée vers la ville. La place tombe le 22 avril 1916.

### Carrière politique
Le général Townshend quitte l'armée en 1920 pour écrire Ma campagne en Mésopotamie (My Campaign in Mesopotamia, 1920), puis il est élu au parlement comme représentant du Shropshire (dans la circonscription électorale The Wrekin) de 1920 à 1922. Du fait de la controverse à propos de la campagne de Mésopotamie, du sous-équipement et des mauvais traitements subis par ses troupes lors de leur internement, il meurt en disgrâce en 1924.

### Famille
Issu d'une famille de la noblesse britannique, Charles Verre Ferrers Townshend est le fils de Charles Thornton Townshend et de Louise Graham, et le petit-neveu du 4e marquis Townshend.
Charles Townshend épouse le 22 novembre 1898 Alice Cahen d'Anvers (1876-1965), la troisième fille de Louis Cahen d'Anvers, banquier et mécène français, et de Louise de Morpurgo. Le portrait d'Alice enfant a été peint par Auguste Renoir. Il en a uniquement une fille :
- Audrey Townshend (1900-1987), mariée en 1922 avec le comte Baudouin de Borchgrave d'Altena, chef des services de renseignement belges à Londres en 1940-1944, lieutenant-colonel, attaché militaire à Washington et Ottawa, décoré de nombreux ordres Belges, Français, Américains et Britanniques (1898-1993), fils du comte Paul de Borchgrave d'Altena et de Madeleine du Passage, dont trois enfants :
  - Diane de Borchgrave d'Altena (1924-1940) ;
  - Arnaud de Borchgrave d'Altena, écrivain, journaliste et homme d'influence aux États-Unis (1926-2015) ;
  - Marina de Borchgrave d'Altena, mariée avec Charles Rankin, puis avec sir Richard Bayliss

### Documentaires télévisés
- Milieu du 1er épisode : Les Erreurs des généraux, dans la série : Les Grandes Erreurs militaires, sur Planète+.

### Série télévisée
- Mehmetçik Kut’ul Amare - La Bataille de Kut (diffusée sur TRT 1)

## Pour approfondir